# مسابقات جهانی تنیس روی میز ۲۰۰۹
مسابقات جهانی تنیس روی میز ۲۰۰۹ از ۲۸ آوریل تا ۵ مه ۲۰۰۹ در شهر یوکوهاما، ژاپن برگزار شد. در هر پنج رشته، تنها ورزشکاران چینی به بازی نهایی راه یافتند. افزون بر این، در انفرادی مردان و انفرادی زنان هر چهار ورزشکار راه‌یافته به نیمه‌نهایی، چینی بودند. از ۲۰ مدال این مسابقات، تنها ۳ مدال به ورزشکاران غیر چینی رسید.

## نتایج

### جدول مدال‌ها
| رتبه  | کشورها    | طلا | نقره | برنز | مجموع |
| ۱     | چین       | ۵   | ۵    | ۷    | ۱۷    |
| ۲     | هنگ کنگ   | ۰   | ۰    | ۱    | ۱     |
| ۲     | ژاپن      | ۰   | ۰    | ۱    | ۱     |
| ۲     | کره جنوبی | ۰   | ۰    | ۱    | ۱     |
| مجموع | مجموع     | ۵   | ۵    | ۱۰   | ۲۰    |

### رویدادها
| رویداد        | طلا                  | نقره               | برنز                         |
| انفرادی مردان | وانگ هائو            | وانگ لیچین         | ما لونگ                      |
| انفرادی مردان | وانگ هائو            | وانگ لیچین         | ما لین                       |
| انفرادی زنان  | ژانگ یینینگ          | گوو یو             | لیو شیون                     |
| انفرادی زنان  | ژانگ یینینگ          | گوو یو             | لی شیائوشیا                  |
| دونفره مردان  | چن چی · وانگ هائو    | ما لونگ · شو شین   | هائو شوای · ژانگ جیکه        |
| دونفره مردان  | چن چی · وانگ هائو    | ما لونگ · شو شین   | سه‌یا کیشیکاوا · جون میزوتانی |
| دونفره زنان   | گوو یو · لی شیائوشیا | دینگ نینگ · گو یان | جیانگ هواجون · تی یا نا      |
| دونفره زنان   | گوو یو · لی شیائوشیا | دینگ نینگ · گو یان | کیم کیونگا · پارک می-یونگ    |
| دونفره مختلط  | لی پینگ · کائو ژن    | ژانگ جیکه · مو زی  | Zhang Chao · Yao Yan         |
| دونفره مختلط  | لی پینگ · کائو ژن    | ژانگ جیکه · مو زی  | هائو شوای · Chang Chenchen   |